# The Hurricane
The Hurricane és una pel·lícula de 1999 dirigida per Norman Jewison i protagonitzada per Denzel Washington. Pretén ser la història veritable del boxejador Rubin "Hurricane" Carter, al qual es va absoldre de triple assassinat després que hagués passat gairebé vint anys a la presó.

## Argument
La pel·lícula narra la vida del boxejador Rubin "Hurricane" Carter, concentrant-se sobretot en el període entre 1966 i 1985. Descriu la seva lluita contra l'acusació de triple assassinat i com afronta gairebé vint anys a la presó. En una trama paral·lela, un jove desfavorit de Brooklyn s'interessa pel seu destí després de llegir la seva autobiografia, i convenç als seus familiars canadencs que l'han adoptat a comprometre's en el cas. La història culmina amb les peticions reeixides de l'equip de Carter per tornar a jutjar el cas.

## Repartiment
- Denzel Washington 	— Rubin "Hurricane" Carter
- Vicellous Reon Shannon 	— Lesra Martin
- Deborah Kara Unger 	— Lisa Peters
- Liev Schreiber 	— Sam Chaiton
- John Hannah 	— Terry Swinton
- Dan Hedaya 	— inspector Della Pesca
- Debbi Morgan 	— Mae Thelma
- Clancy Brown 	— tinent Jimmy Williams
- David Paymer 	— Myron Bedlock
- Harris Yulin	— Leon Friedman
- Rod Steiger 	— el jutge Sarokin

## Premis i nominacions

### Premis
- 2000: Globus d'Or al millor actor dramàtic per Denzel Washington
- 2000: Os de Plata a la millor interpretació masculina per Denzel Washington

### Nominacions
- 2000: Oscar al millor actor per Denzel Washington
- 2000: Globus d'Or a la millor pel·lícula dramàtica
- 2000: Globus d'Or al millor director per Norman Jewison
- 2000: Os d'Or

## Al voltant de la pel·lícula
- La foto de Malcolm X a la cel·la de Rubin Carter és en realitat una imatge de Denzel Washington treta de la pel·lícula Malcolm X.
- Hurricane és també una cançó de l'àlbum "Desire" (1976) de Bob Dylan, composta el 1975.

Les celebritats següents apareixen en imatges d'arxiu en la pel·lícula:
- Mohamed Ali
- Ellen Burstyn
- Rubin Carter
- Bob Dylan
- Joe Frazier

## Controvèrsia
La pel·lícula ha estat criticada per desnaturalitzar la majoria dels fets de la vida de Carter i del mateix argument. Entre els crítics es troba Cal Deal, periodista al Herald-News, Larry Elder, Thomas Clough, Barbara Burns, la filla de la víctima Hazel Tanis, George Kimball de The Irish Times, Milan Simonich del Pittsburgh Post-Gazette, Lona Manning, el periodista de The New York Times Selwyn Raab, Paul Mulshine de The Newark Star-Ledger i Jack Newfield del New York Post que afirma: 
| « | He conegut Rubin Carter, l'he ajudat en els seus combats, he cobert el seu segon procés i no he vist massa aquesta realitat a la pantalla | » |